# André Moons (auteur)
Pour les articles homonymes, voir Moons.
André Moons, né le 15 septembre 1957 à Kasongo, dans l'actuelle république démocratique du Congo (à l'époque Congo belge), est un réalisateur de films d'animation et auteur de bande dessinée belge francophone.

## Biographie
André Moons naît le 15 septembre 1957 à Kasongo.
Il fait sa formation artistique à l'Institut Saint-Luc de Bruxelles. Il suit des cours auprès du professeur Claude Renard à l'atelier R, aux côtés de Philippe Berthet, Antonio Cossu, François Schuiten et Benoît Sokal. Il publie pour la première fois dans la propre publication de l'atelier : Le 9e Rêve dès 1978. Il commence son parcours professionnel avec une expérience d'un peu plus d'une année au studio de Jean-Pierre Quenez à Trouville dans lequel il réalise des jeux dessinés pour les revues Pistil et Formule 1. Il enchaîne avec un court récit de 3 planches intitulé La Chute pour Métal hurlant en 1980. 
En 1981, il est cofondateur avec Séraphine Claeys de la société Séraphine Graphics qui développe une activité principalement axée autour de la communication par la bande dessinée et l’illustration. La même année, il réalise les décors du film d'animation Les Maîtres du temps de René Laloux et Moebius.
En 1983, il réalise aux côtés de Cossu et Berthet un court récit de 2 planches pour l'Album+ 5 des éditions Dupuis. Puis, il réalise la même année un long récit à suivre L'OVNI d'Argenteuil de 37 planches sur scénario de François Rivière et Benoît Peeters publié dans le journal Spirou du no 2363 au 2370. Son objectif principal est cependant devenu la publicité et la communication. Il sort plusieurs albums destinés au domaine de la communication, tels que Rendez-vous en 2009 en coopération avec Bob De Moor pour la Fédération des Industries chimiques de Belgique (1988), ainsi que les deux tomes des Aventures de Zin, zinneke de Bruxelles : L'Affaire Brueghel (1991) et L'Iris de Bruoscela (1993) pour la région de Bruxelles-Capitale. Ces albums sont traduits en néerlandais. Il développe également plusieurs personnages pour La Libre Belgique, La Dernière Heure, Loca-Vaisselle, l'hôtel Brussels Europa et Top Tools. En 1991, il réalise seul l'album de bande dessinée La Chasse au trésor mettant en scène les Moonkys publié aux éditions Hélyode.
En 1997, il réalise et il scénarise le dessin animé Joyeux Noël Petit Moonky ! en collaboration avec Pierre Urbain et Patrice le Hodey, un téléfilm diffusé par TF1 en 1998.
En 2002, il illustre le livre Rock Révolution de Jacques de Pierpont publié aux éditions La Renaissance du livre.
En 2006, il réalise encore Carla s'engage pour le Parlement bruxellois.
En outre, il contribue graphiquement à Macadam Journal, un journal vendu en rue par ou pour des sans domicile fixe bruxellois de 1993 à 1998 ainsi qu'aux trois numéros du guide pratique de la personne à mobilité réduite : Le Guide du Chaisard de 2000 à 2002,.

## Œuvres

### Dessin animé
- 1981 : Les Maîtres du temps[6] (décorateur) ;
- 1997 : Joyeux Noël Petit Moonky ![10] (réalisateur, scénariste), téléfilm de 48 min.

### Albums de bande dessinée

#### Le 9ème rêve
- 2. Le 9e Rêve no 2[15], Édition des Archers, Bruxelles, novembre 1978
Scénario et dessin : collectif - Couleurs : noir et blanc,Participation : La Mise[12].
- 3. Le 9e Rêve no 3[16], Édition des Archers, Bruxelles, 1979
Scénario et dessin : collectif - Couleurs : noir et blanc,Participation : Quel temps déguelasse[12].
- 6. Le 9e Rêve no 6[13],[17], Institut Saint-Luc de Bruxelles, École de recherche graphique, Bruxelles, septembre 2006
Scénario et dessin : collectif - Couleurs : quadrichromie

#### Les Moonkys
- 1. La Chasse au trésor[9],[18], Hélyode, coll. « Moonkys Compagny », Bruxelles, mars 1991
Scénario, dessin et couleurs : André Moons -  (ISBN 2-87353-001-4)

#### Les Aventures de Zin, Zinneke de Bruxelles
- 1. L'Affaire Bruegel, Exécutif de la région de Bruxelles-Capitale, Bruxelles, 1991
Scénario : André Moons, Vincent Dugomier - Dessin : André Moons, K. Amézian, Marc Vlieger - Couleurs : André Moons, Bruno Wesel, Ziad, Noun, Frédéric Thiry,Postface : Charles Picqué.
- 2. L'Iris de Bruocsela[19], Exécutif de la région de Bruxelles-Capitale, Bruxelles, 1993
Scénario : André Moons, J. Griffœil - Dessin : André Moons, Khalid Amézian, M. Infanti - Couleurs : quadrichromie

#### One shot
- Carla s'engage - conciliabules et processus démocratique[20], Parlement bruxellois, Bruxelles, 2006
Scénario et dessin : André Moons - Couleurs : quadrichromie

#### Comme coloriste
- Hybrides
- 1. Animal on est mal, Temps Futurs, coll. « Oxebo », Paris, 1984
Scénario et dessin : Séraphine - Couleurs : André Moons, Jean-Philippe Sarot -  (ISBN 2-86607-050-X) — Réédition Glénat, 1987  (ISBN 2-7234-0814-0).

#### Artbooks
- Histoires d'œuf, Écho vision, Paris, 1989
Scénario : collectif - Dessin : collectif dont André Moons - Couleurs : quadrichromie -  (ISBN 2-906005-01-0),Album tiré à 1989 exemplaires. Toilé noir sans inscription avec jaquette comportant un dessin de Franquin et de Frank Margerin.

#### La Crypte tonique
- no 13 Les Anciens, c’est Nous ! de Philippe Capart avec la participation de Philippe Wurm et une mise en page de André Moons[21],[22].

### Ouvrage
- André Moons, Jacques de Pierpont et Patrick Van Nieuwlandt, Rock Révolution, Bruxelles, La Renaissance du livre, 2002, 48 p., ill. ; 22 cm (ISBN 9782804607074 et 2804607070, présentation en ligne)

### Illustrations
- Le Guide du Chaisard : guide pratique de la personne à mobilité réduite[14] (ill. André Moons), Bruxelles, Éditions Parcours, 2000, 134 p., ill. ; 21 cm (ISBN 2-930100-06-0).
- Le Guide du Chaisard : guide pratique de la personne à mobilité réduite, vol. 2[13], Bruxelles, Éditions Parcours, 2001  (ISSN 1376-5434)
- Le Guide du Chaisard : guide pratique de la personne à mobilité réduite, vol. 3[13], Bruxelles, Éditions Parcours, 2002  (ISSN 1376-5434)

#### Livres
: document utilisé comme source pour la rédaction de cet article.
- Jacques Fiérain, « Moons, André », dans La BD à Bruxelles et en Brabant, Charleroi, Éd. l'Âge d'or, avril 2003, 144 p., ill. ; 31 cm (ISBN 9782960119664 et 2960119665, OCLC 470388171, présentation en ligne), p. 106. .
- Le 9e Rêve no 6, Bruxelles, Institut Saint-Luc de Bruxelles, École de recherche graphique, 2006, 144 p. (présentation en ligne), p. 9, 10, 61.
- Philippe Mellot, Michel Denni, Laurent Turpin et Isabelle Morzadec, Trésors de la bande dessinée : BDM 2023-2024 - Catalogue encyclopédique et Argus, Paris, Les Arènes, novembre 2022, 23e éd., 1677 p., ill. ; 23 cm (ISBN 9791037507280, OCLC 1351462460, présentation en ligne), p. 863. .

#### Articles
- Philippe Vandooren, « Une "autre" bédé... », Spirou, Dupuis, no 2363,‎ 28 juillet 1983, p. 3 (ISSN 0771-8071, lire en ligne).